# Fabrício Farias
Fabrício Ruan Rocha Farias (Teresina, 8 de maio de 2000) é um jogador brasileiro que compete em badmínton. Ele é notório por ter conquistado medalhas no badmínton em duas edições sucessivas dos Jogos Panamericanos: duas medalhas de bronze nos Jogos Panamericanos de 2019 e uma medalha de prata nos Jogos Panamericanos de 2023.

## Biografia
Ele começou no badmínton ainda na infância, com 9 anos de idade, através de projeto social de extensão universitária desenvolvido pela Universidade Federal do Piauí (UFPI). Em seguida, ele irá atuar na equipe Joca Claudino Esportes, situada em Teresina (Piauí).
Com larga experiência em competições internacionais, Fabrício Farias obteve a consagração de sua trajetória como atleta ao conquistar duas medalhas de bronze nos Jogos Panamericanos de Lima, realizados em 2019, uma na categoria de duplas masculina com seu irmão Francielton Farias e outra na categoria duplas mista com Jaqueline Lima.
Em 2022, ele conquistou para a seleção brasileira de badminton medalhas de ouro, de prata e de bronze nos Jogos Sul-Americanos de Assunção, no Paraguai.
Fabrício volta a se destacar durante os Jogos Panamericanos de Santiago do Chile, realizados em 2023, quando ele, representando o Brasil, obteve a medalha de prata no badmínton junto com o carioca Davi Silva na categoria dupla masculina.

## Premiações internacionais
| Jogos Panamericanos | Jogos Panamericanos | Jogos Panamericanos | Jogos Panamericanos |
| Ano                 | Local               | Medalha             | Prova               |
| ------------------- | ------------------- | ------------------- | ------------------- |
| 2019                | Lima Peru           | Medalha de bronze   | Duplas masculina    |
| 2019                | Lima Peru           | Medalha de bronze   | Duplas mista        |
| 2023                | Santiago Chile      | Medalha de prata    | Duplas masculina    |